# Тёмная материя (телесериал, 2024)
«Тёмная материя» (англ. Dark Matter) — американский научно-фантастический телесериал, основанный на одноимённом романе Блейка Крауча. Премьера состоялась на стриминговой платформе Apple TV+ 8 мая 2024 года. В августе 2024 года был продлён на второй сезон.

## Сюжет
Физик Джейсон Дессен из Чикаго оказывается в альтернативной версии своей жизни. Чтобы вернуться к своей семье, он должен будет пройти через ряд параллельных реальностей и столкнуться с альтернативной версией самого себя.

## В ролях

### Главные роли
- Джоэл Эджертон — Джейсон Дессен
- Дженнифер Коннелли — Даниэла Дессен
- Алисе Брага — Аманда Лукас
- Джимми Симпсон — Райан Холдер
- Оакс Фегли — Чарли Дессен
- Дайо Окенийи — Лейтон Вэнс

### Роли второго плана
- Аманда Брюгел — Блэр Каплан
- Айна Брей-Йон — Дон Лоуренс
- Уильям Смайли — Мэтт

## Эпизоды
| № | Название                                              | Режиссёр                 | Автор телевизионного сценария     | Дата премьеры |
| --- | ----------------------------------------------------- | ------------------------ | --------------------------------- | ------------- |
| 1 | «Доволен своей жизнью?» «Are You Happy in Your Life?» | Якоб Вербрюгген          | Блейк Крауч                       | 8 мая 2024    |
| Джейсон Дессен работает в школе учителем физики и живёт с женой Даниэлой и сыном Чарли в Чикаго. Узнав, что его друг Райан выиграл престижную премию «Павия», Джейсон встречается с ним в баре, чтобы отметить это событие. По дороге домой на Джейсона нападает человек в маске, и, угрожая ему пистолетом, отвозит его на удалённую площадку, где отнимает его одежду и телефон и делает ему инъекцию неизвестного препарата, после чего Джейсон теряет сознание. Очнувшись, Джейсон понимает, что он в какой-то лаборатории, где с ним общаются психиатр Аманда Лукас и генеральный директор Лейтон Вэнс, которые радуются его «возвращению». Джейсон не узнаёт Аманду и не понимает, что происходит. Он сбегает из лаборатории и возвращается домой, где находит Аманду, которая утверждает, что она живёт с ним здесь. При этом интерьер помещений дома совершенно иной, и в доме нет никаких признаков присутствия Даниэлы или Чарли. Тем временем зритель узнаёт, что похититель Джейсона оказывается его другой версией, он заходит в его дом и соблазняет Даниэлу. |                                                       |                          |                                   |               |
| 2 | «Лучшее путешествие в жизни» «Trip of a Lifetime»     | Якоб Вербрюгген          | Блейк Крауч                       | 8 мая 2024    |
| Джейсон № 1 обращается за помощью в больницу, где узнаёт, что он является всемирно известным физиком, которого не видели на публике уже больше года, и что в его крови обнаружен неизвестный наркотик. Он сбегает из больницы и находит Даниэлу, которая в этом мире является успешной художницей, и посещает её художественную выставку. Дэниэла сообщает Джейсону, что он (Джейсон № 2) общался с ней перед своим исчезновением и сказал, что сожалеет о разрыве отношений, который произошёл между ними в прошлом. Даниэла пытается помочь Джейсону № 1 разобраться в произошедшем. С её помощью он понимает, что их пути разошлись в тот момент, когда Даниэла была беременна: он (Джейсон № 1) решил остаться с ней, после чего они поженились, а Джейсон № 2 решил разорвать отношения с Даниэлой. Тем временем Джейсон № 2 живёт жизнью Джейсона № 1 вместе с Даниэлой и Чарли, которые считают его своим мужем и отцом соответственно. |                                                       |                          |                                   |               |
| 3 | «Контейнер» «The Box»                                 | Якоб Вербрюгген          | Блейк Крауч                       | 15 мая 2024   |
| 4 | «Коридор» «The Corridor»                              | Селин Херд, Логан Джордж | Блейк Крауч                       | 22 мая 2024   |
| 5 | «Безмирная» «Worldless»                               | Селин Херд, Логан Джордж | Меган Макдоннелл                  | 29 мая 2024   |
| 6 | «Суперпозиция» «Superposition»                        | Роксанн Доусон           | Меган Макдоннелл                  | 5 июня 2024   |
| 7 | «В огне умерших звёзд» «In the Fires of Dead Stars»   | Роксанн Доусон           | Блейк Крауч, Жаклин Бен-Зекри     | 12 июня 2024  |
| 8 | «Юпитер» «Jupiter»                                    | Алик Сахаров             | Ихуома Офордайр, Меган Макдоннелл | 19 июня 2024  |
| 9 | «Запутанность» «Entanglement»                         | Неизвестно               | Блейк Крауч, Жаклин Бен-Зекри     | 26 июня 2024  |

## Производство
В декабре 2020 года стало известно, что Apple TV+ займётся производством телевизионной адаптации романа Блейка Крауча «Тёмная материя»; Крауч также станет шоураннером и автором телевизионной адаптации. В марте 2022 года было заказано 9 эпизодов сериала, на главную роль был утверждён Джоэл Эджертон. Луи Летерье был назначен режиссёром четырёх эпизодов. К сентябрю к актёрскому составу сериала присоединились Дженнифер Коннелли, Алисе Брага, Джимми Симпсон, Оакс Фегли и Дайо Окенийи.
Съёмки начались в Чикаго 4 октября 2022 года и завершились в апреле 2023 года.
Премьера первых двух эпизодов состоялась на стриминговой платформе Apple TV+ 8 мая 2024 года, оставшиеся семь эпизодов выходили раз в неделю.
В августе 2024 года сериал был продлён на второй сезон.

## Восприятие
На сайте-агрегаторе рецензий Rotten Tomatoes сериал имеет рейтинг 83 % на основании 58 рецензий критиков со средней оценкой 6,4 из 10 и обладает «сертификатом свежести» (англ. Certified Fresh).
На сайте-агрегаторе Metacritic рейтинг сериала составляет 64 балла из 100 возможных на основании 22 рецензий критиков, что соответствует «в целом положительным» отзывам.